# العلاقات الغيانية اللاوسية
العلاقات الغيانية اللاوسية هي العلاقات الثنائية التي تجمع بين غيانا ولاوس.

## مقارنة بين البلدين
هذه مقارنة عامة ومرجعية للدولتين:
| وجه المقارنة                                              | غيانا        | لاوس        |
| --------------------------------------------------------- | ------------ | ----------- |
| المساحة (كم2)                                             | 214.97 ألف   | 236.80 ألف  |
| عدد السكان (نسمة)                                         | 777.86 ألف   | 6.86 مليون  |
| الكثافة السكانية (ن./كم²)                                 | 3.62         | 28.97       |
| العاصمة                                                   | جورج تاون    | فيينتيان    |
| اللغة الرسمية                                             | لغة إنجليزية | اللغة اللاو |
| العملة                                                    | دولار غياني  | كيب لاوي    |
| الناتج المحلي الإجمالي (بليون دولار)                      | 3.68 مليار   | 16.85 مليار |
| الناتج المحلي الإجمالي (تعادل القوة الشرائية) بليون دولار | 5.77 مليار   | 38.71 مليار |
| الناتج المحلي الإجمالي الاسمي للفرد دولار أمريكي          | 4.13 ألف     | 1.82 ألف    |
| الناتج المحلي الإجمالي للفرد دولار أمريكي                 |              |             |
| مؤشر التنمية البشرية                                      |              | 0.575       |
| رمز المكالمات الدولي                                      | +592         | +856        |
| رمز الإنترنت                                              | .gy          | .la         |
| المنطقة الزمنية                                           | 00           | ت ع م+07:00 |

## منظمات دولية مشتركة
يشترك البلدان في عضوية مجموعة من المنظمات الدولية، منها:
| علم المنظمة | اسم المنظمة                        | تاريخ انضمام غيانا | تاريخ انضمام لاوس |
| ----------- | ---------------------------------- | ------------------ | ----------------- |
|             | مؤسسة التنمية الدولية              | 4 يناير 1967       | 28 أكتوبر 1963    |
|             | يونسكو                             | 21 مارس 1967       | 9 يوليو 1951      |
|             | وكالة ضمان الاستثمار متعدد الأطراف | 18 يناير 1989      | 5 أبريل 2000      |
|             | الأمم المتحدة                      | 20 سبتمبر 1966     | 14 ديسمبر 1955    |
|             | البنك الدولي للإنشاء والتعمير      | 26 سبتمبر 1966     | 5 يوليو 1961      |
|             | منظمة حظر الأسلحة الكيميائية       | ?                  | ?                 |
|             | مؤسسة التمويل الدولية              | 4 يناير 1967       | 29 يناير 1992     |
|             | منظمة الشرطة الجنائية الدولية      | ?                  | ?                 |

## وصلات خارجية
- موقع وزارة الخارجية الغيانية
- موقع وزارة الخارجية اللاوسية